# かんだやぶそば
かんだやぶそばは、東京都千代田区神田淡路町2丁目にある1880年（明治13年）創業の蕎麦屋店舗。

## 概要

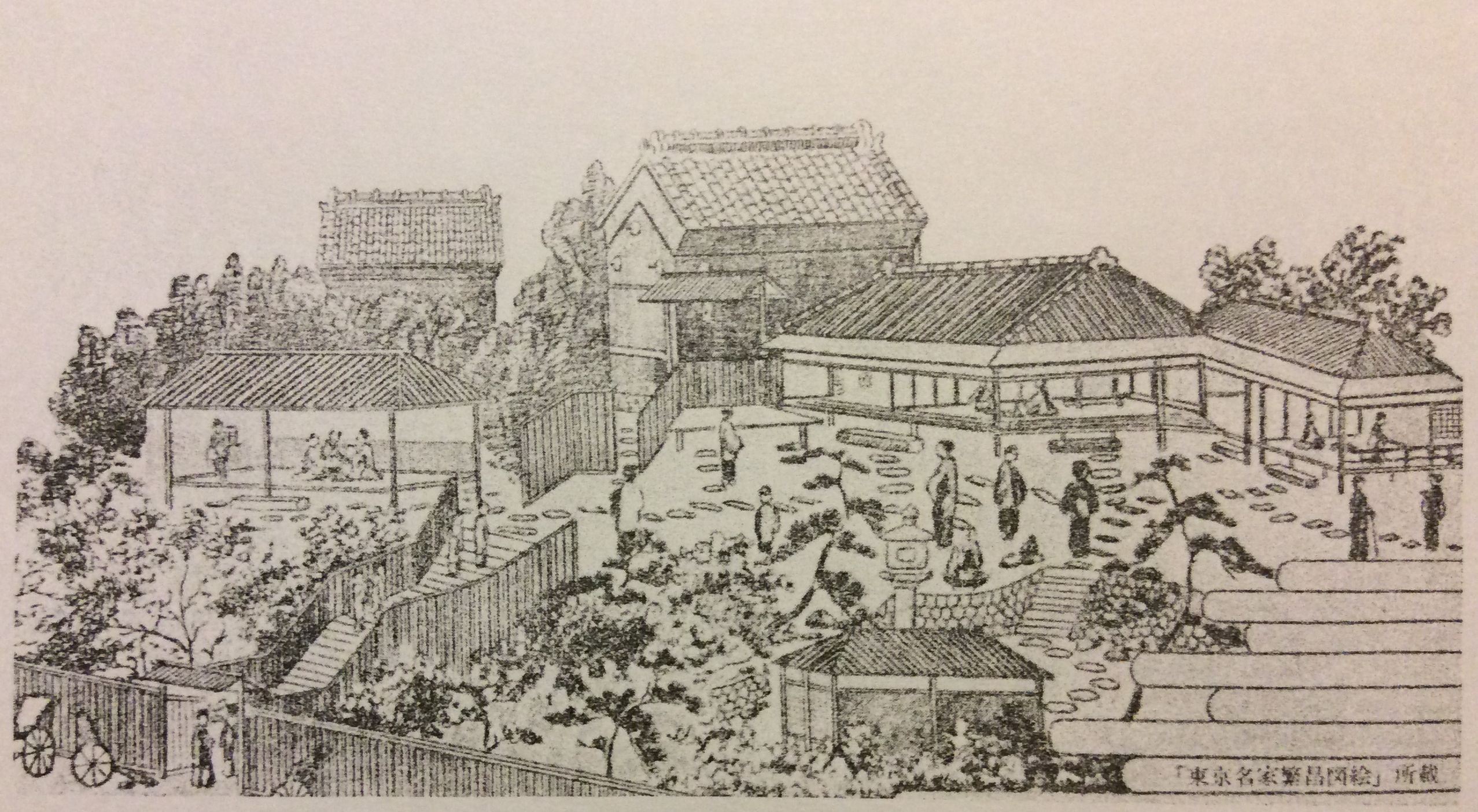
『東京名家繁昌図絵』、「団子坂藪蕎麦・蔦屋 三輪伝次郎」、明治35年。

「かんだやぶそば」は、1880年（明治13年）、浅草蔵前のそば屋「中砂」の四代目・堀田七兵衛が、神田連雀町（現・神田淡路町）にあった「蔦屋」の支店「団子坂支店・藪蕎麦」の暖簾を譲り受け開業したのが、現在の「神田藪蕎麦（かんだやぶそば）」の始まりである。その後、1906年（明治39年）、江戸から明治にかけて一世を風靡した名店「団子坂藪蕎麦・蔦屋」は、三代目・三輪伝次郎による相場の失敗により廃業に追い込まれた。廃業後の「藪蕎麦」の暖簾は、神田連雀町の「神田藪蕎麦」に受け継がれた。
「神田藪蕎麦」の初代・堀田七兵衛は、長男が早死にしたため、本店を次男・堀田平二郎に継がせた。その時、既に京橋でそば屋を始めていた三男・堀田勝三には、京橋の「藪金（団子坂藪蕎麦の四天王）」という当時の有名店を買い取り、その店を持たせた。その後の、1913年（大正2年）、京橋の店が借地だったため、地主に土地の明渡しを求められ、浅草並木町に移転し開業した店が現在の「並木藪蕎麦」である。
「藪御三家（かんだやぶそば、並木藪蕎麦、池の端藪蕎麦）」の一角を担う店として知られている。また、蕎麦の文化は江戸時代に始まり、江戸生れの「藪」、大阪が起源の「砂場」、信州出身の「更科」は、老舗御三家と呼ばれていた。
暖簾分けも続いており、日本各地に「やぶそば」と名が付く店が存在する。

## 沿革
- 1735年（享保20年） - 『続江戸砂子温故名跡志 5巻』、菊岡沾涼著、享保20年、に次の記述がある。

鬼子母神の門前茶屋と、茶屋町を離れた藪の中にも蕎麦屋が一軒あったことが分かる。藪の蕎麦は御獄という字にあり、いまの雑司谷一丁目付近と思われる、竹藪が繁茂し俚俗「藪の内」と称した。
- 1833年（天保4年） - 『慊堂日暦』、松崎慊堂著、天保4年10月、江戸後期の漢学者・松崎慊堂の日記に、「団子坂の千（駄木）蔦屋に入り蕎麦条を食ふ」という条があり、この年にすでに団子坂の「蔦屋」は営業していた。『蕎麦辞典』、植原路朗著では、「蔦屋」の創業者は下野国（現・栃木県）喜連川出身の武家・三輪氏としている[4][5]。
- 1854年（安政元年）8月5日 - 後の「神田藪蕎麦」初代・堀田七兵衛生まれる。
- 1861年（万延2年） - 『改正尾張屋板の切絵図』、「小石川谷中本郷絵図」に団子阪（坂）の名が載っている。団子坂は現在の文京区千駄木で、江戸時代からこう呼ばれていた。この坂の近くに「蔦屋」というそば屋があり、「藪そば」と呼ばれていた。もともと「やぶそば」という名は、土地の人たちがつけた俗称で、この坂の周辺には大きな竹藪があった。その竹藪に囲まれたそば屋ということから、「やぶそば」と呼ばれるようになった[6]。

＊1877年(明治7年)修業していた伊藤　釧路に移住し東家開業。
- 1880年（明治13年） - 浅草蔵前のそば屋「中砂」四代目堀田七兵衛は、神田連雀町の「蔦屋」の支店「団子坂支店・藪蕎麦」を譲り受ける。そば屋「中砂」は、当時の蔵前には「砂場」が3軒あり、その真中の店であったため「中砂」と呼んでいて、初代堀田七兵衛は「砂場」系のそば屋だったようである。堀田家の菩提寺である豊島区北池袋にある西念寺の墓石には、〇に砂の字と、大坂屋七兵衛の字彫りがある。『東京名物志』には、東京の三大「藪そば」に、「蔦屋」、「藪中庵」、「連雀町藪蕎麦」を挙げている。
- 1887年（明治20年）3月5日 - 後の「並木更科」初代・堀田勝三生まれる。
- 1901年（明治34年） - 『東京名物志』には、当時の東京の有力そば屋9軒を挙げている。その中に「藪そば 本郷区駒込千駄木林町三輪伝次郎」が紹介されている[1]。

- 1906年（明治39年） - 「団子坂藪蕎麦・蔦屋」は、三代目・三輪伝次郎の時に廃業。『蕎麦通』の「明治年間に廃絶した店」の一節には、明治年間の「蔦屋」の敷地の広さは1,600坪ともいわれ、そば屋とは思えない壮大な店だった[7]。

- 1910年（明治43年） - 堀田康一（後の三代目神田藪蕎麦）生まれる。
- 1913年（大正2年） - 三男・堀田勝三により浅草並木町に「並木藪蕎麦」を開業。並木町の店は、元は「団子坂藪蕎麦」の支店で「藪金（団子坂支店の四天王）」という名のそば屋だったが、初代・堀田七兵衛が譲り受けた。
- 1917年（大正6年） - 「並木藪蕎麦」の長男・堀田平七郎（後の二代目並木藪蕎麦）生まれる。
- 1923年（大正12年） - 連雀町の「連雀町藪蕎麦」は関東大震災により焼失したが、同年12月に再建された、数寄屋造りの木造2階建ての店舗である。

『食行脚 東京の巻』、 奥田謙二郎著、「菊蕎麦」
- 1927年（昭和2年）11月5日 - 「神田藪蕎麦」初代・堀田七兵衛が74歳で死去。
- 1933年（昭和8年） - 町名変更により神田淡路町となり、「神田藪蕎麦」に改称。
- 1956年（昭和31年）3月18日 - 「並木藪蕎麦」初代・堀田勝三が69歳で死去。二代目堀田平七郎継ぐ。平七郎は東京のそば屋組合の蕎麦技術研修講座の講師を務めるなど、そば屋の技術向上に貢献した。
- 1992年（平成4年） - 「並木藪蕎麦」二代目堀田平七郎75歳で死去。平七郎には嗣子がなかったため、最後の弟子の堀田浩二（旧姓・原）が養子となり三代目を継いだ[9]。
- 2001年（平成12年） - 「神田藪蕎麦」の建物が東京都選定歴史的建造物の指定を受けた。
- 2013年（平成25年）2月19日 - 夜間に発生した火災により、約600m2の店舗のうち約190m2を焼失。その後、旧店舗を取り壊し、同じ敷地に鉄骨構造平屋（一部2階建）の店舗を改築した。
- 2014年（平成26年）10月20日 - 新店舗で営業を再開。不慮の火災で焼け残った、釣り行燈や看板をそのまま使用し、街と店との一体感をもたせるため板塀を取りはらった。
- 2016年（平成28年） - 現在、四代目堀田康彦「かんだやぶそば」として暖簾を受継いでいる。

## 交通アクセス
鉄道
- JR中央線 - 御茶ノ水駅より徒歩5分、JR山手線 - 神田駅より徒歩5分。JR京浜東北線 - 秋葉原駅より徒歩5分。
- 都営新宿線 - 小川町駅より徒歩2分。
- 東京メトロ千代田線 - 新御茶ノ水駅より徒歩5分、東京メトロ丸ノ内線 - 淡路町駅より徒歩2分、東京メトロ銀座線 - 神田駅より徒歩5分。

## ギャラリー

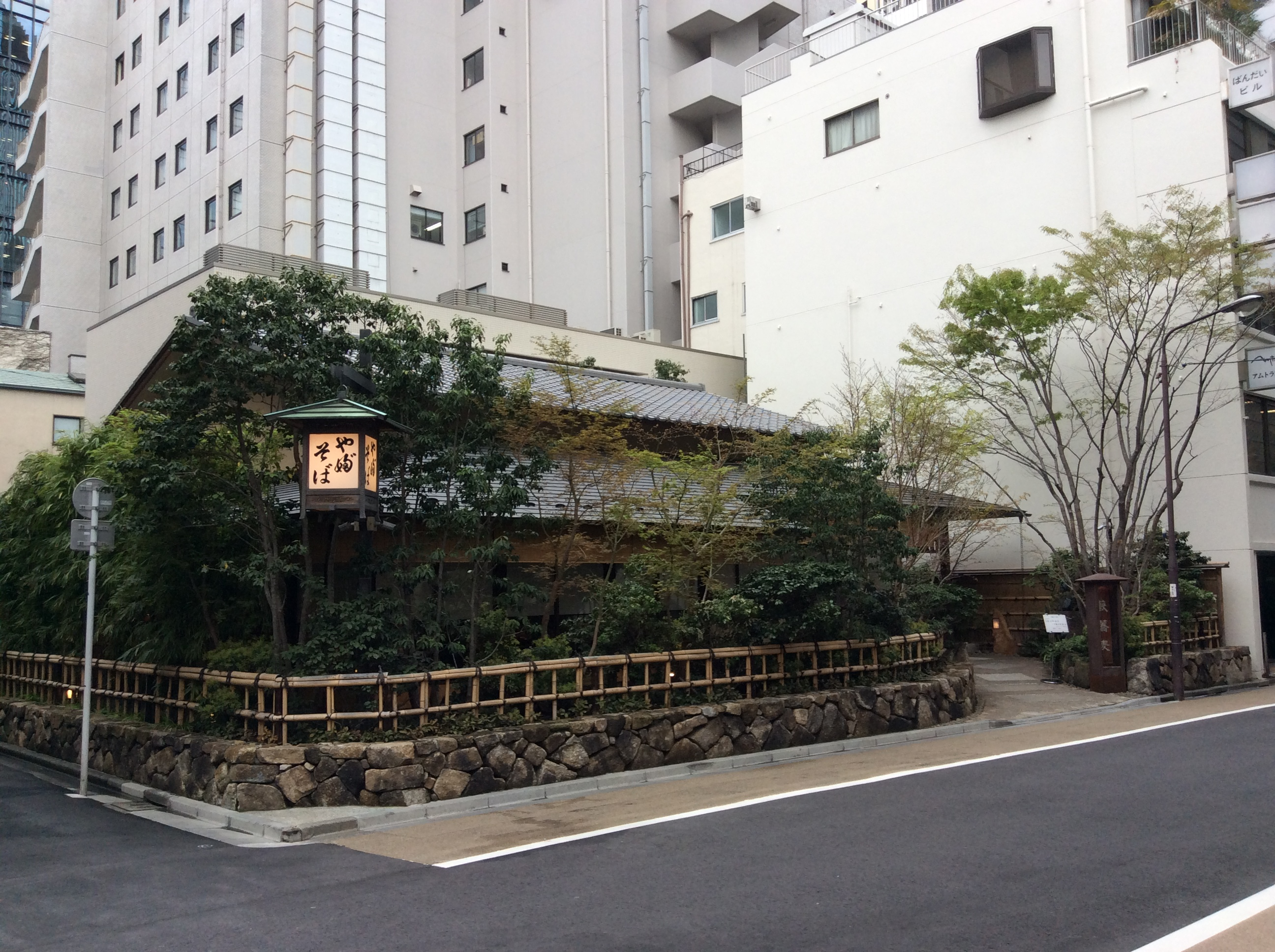
旧店舗の時入口だった部分（2016年4月4日撮影）
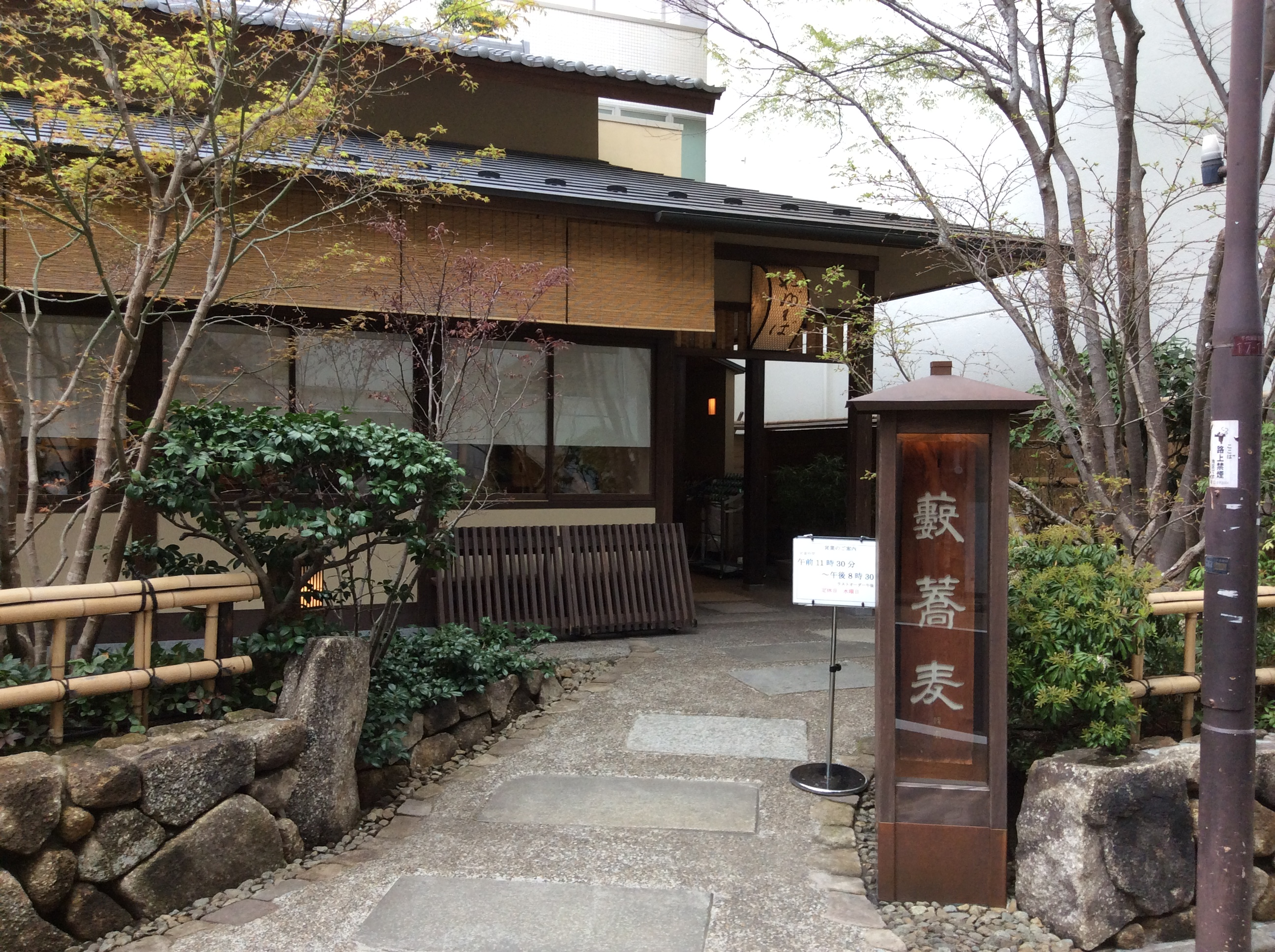
北東側に変わった入口（2016年4月4日撮影）
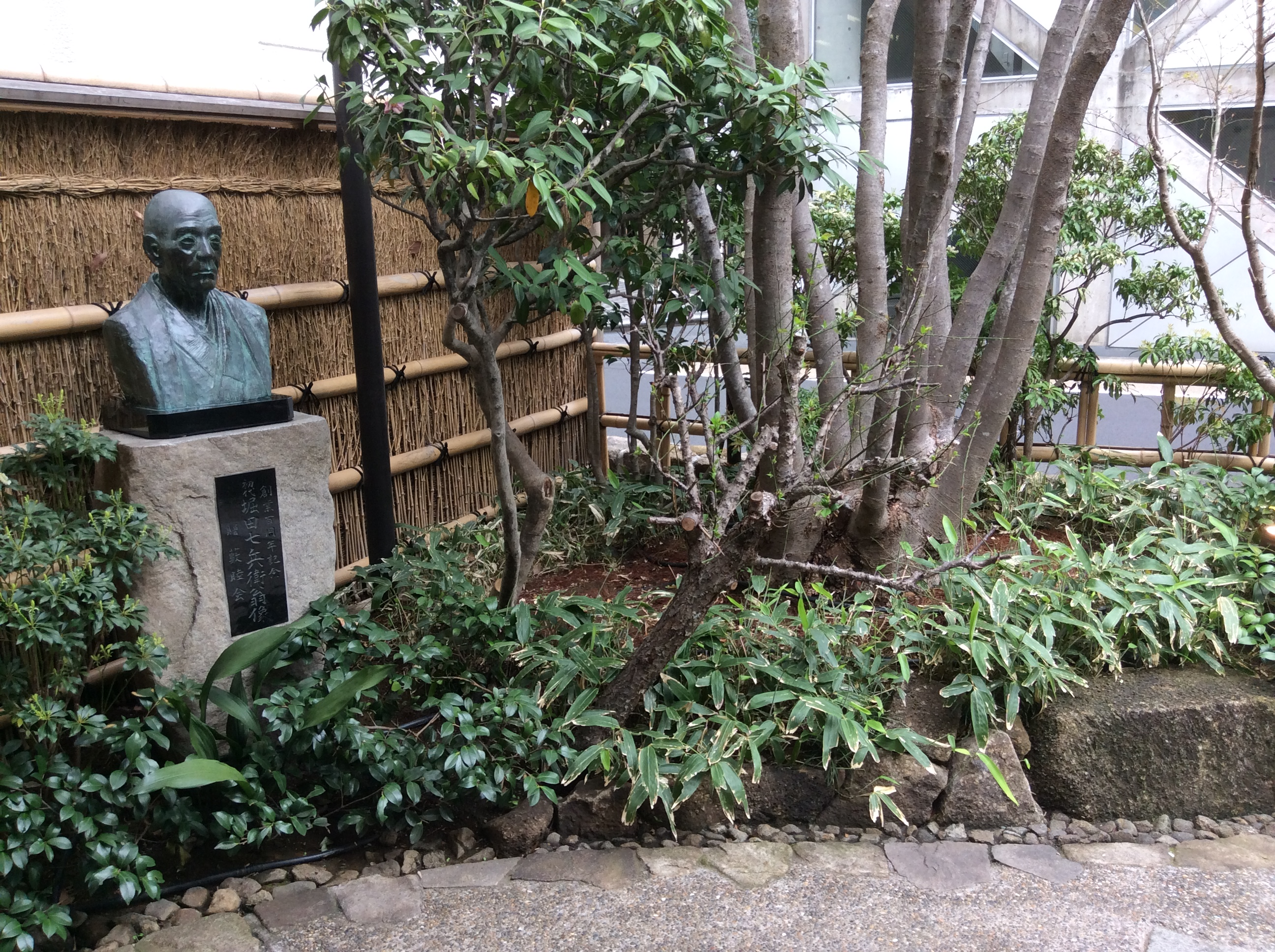
初代堀田七兵衛翁像（2016年4月4日撮影）
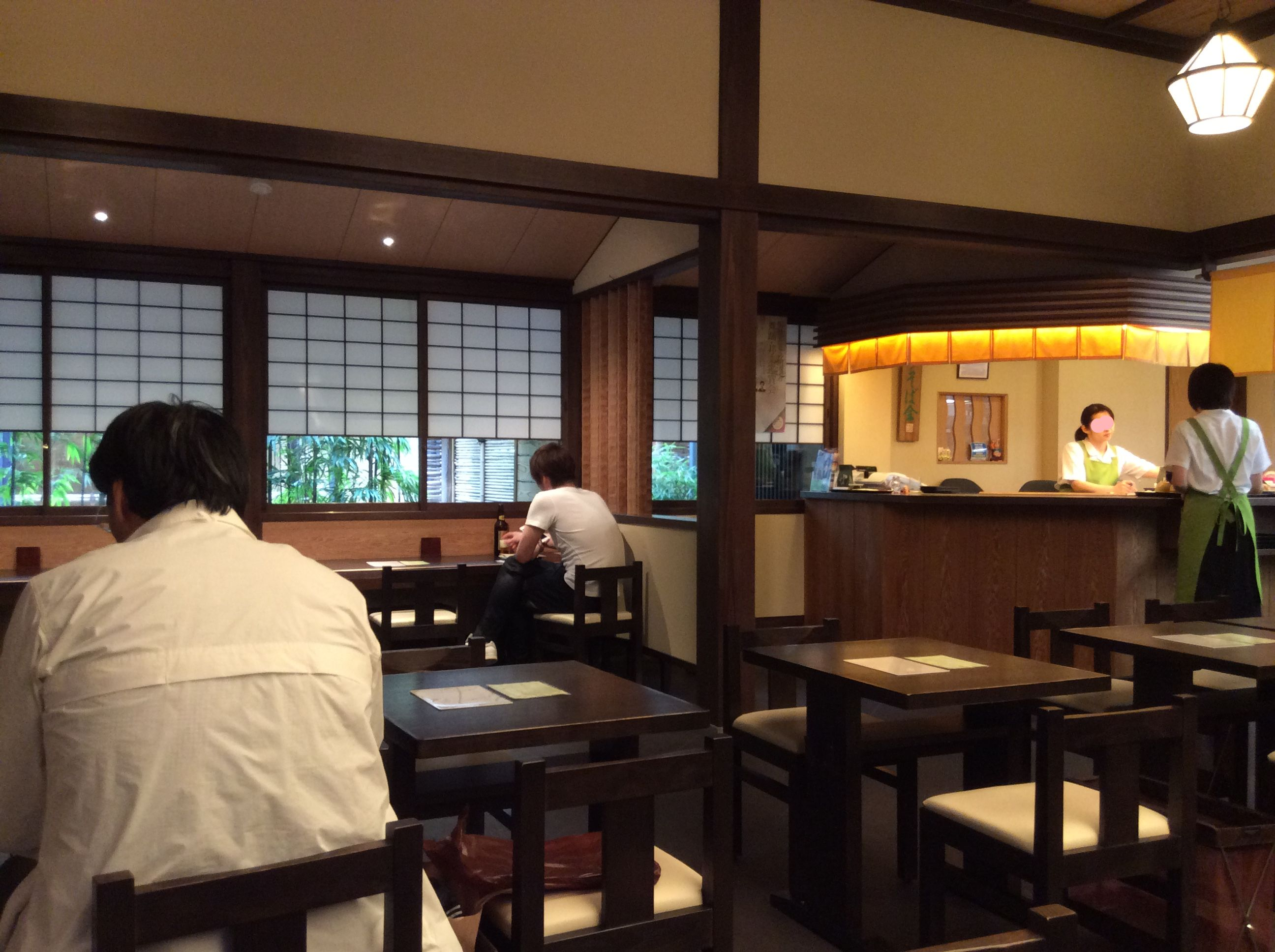
店内（2016年4月4日撮影）
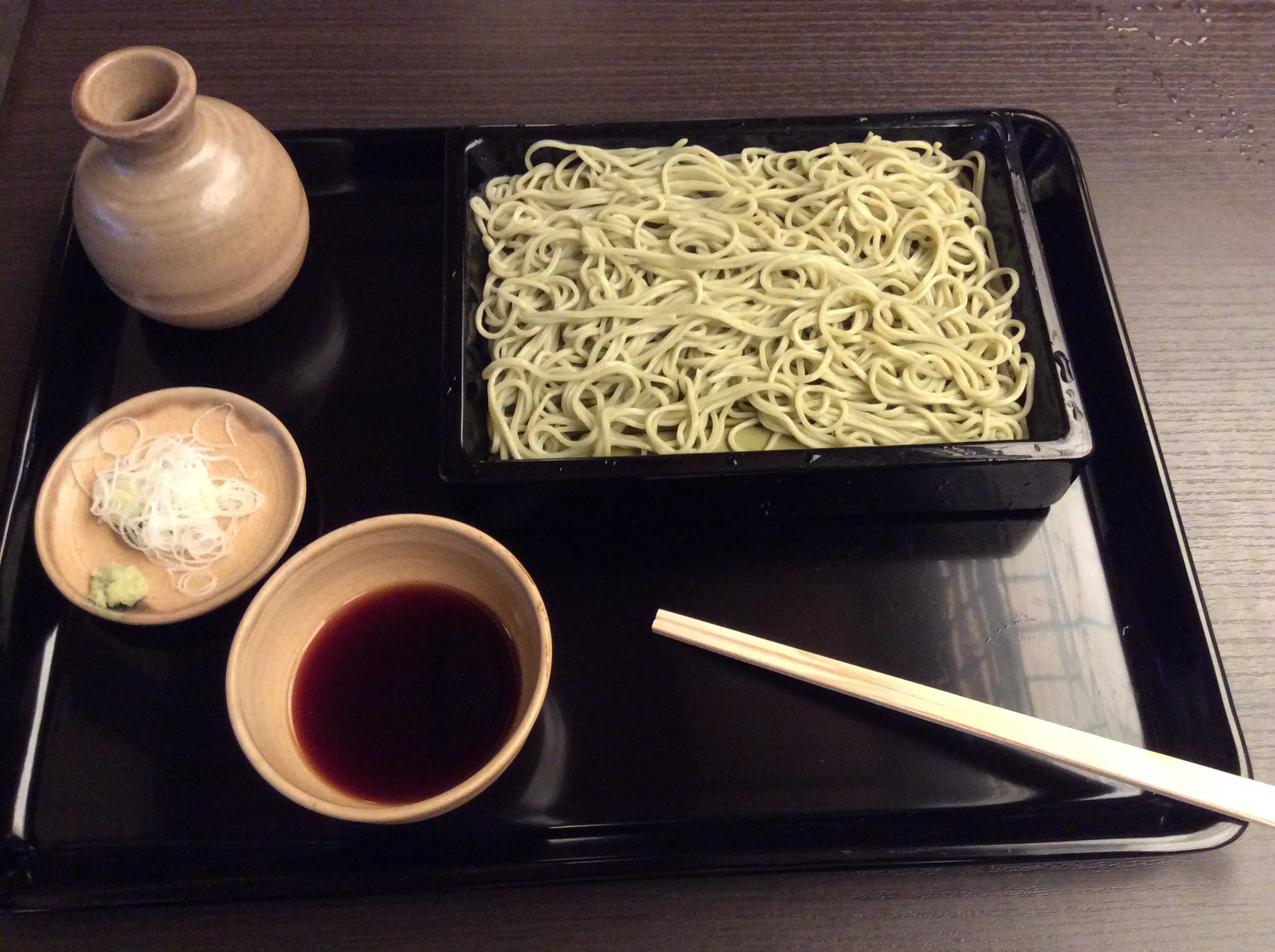
「せいろうそば」（2016年4月4日撮影）

## ギャラリー（旧店舗）

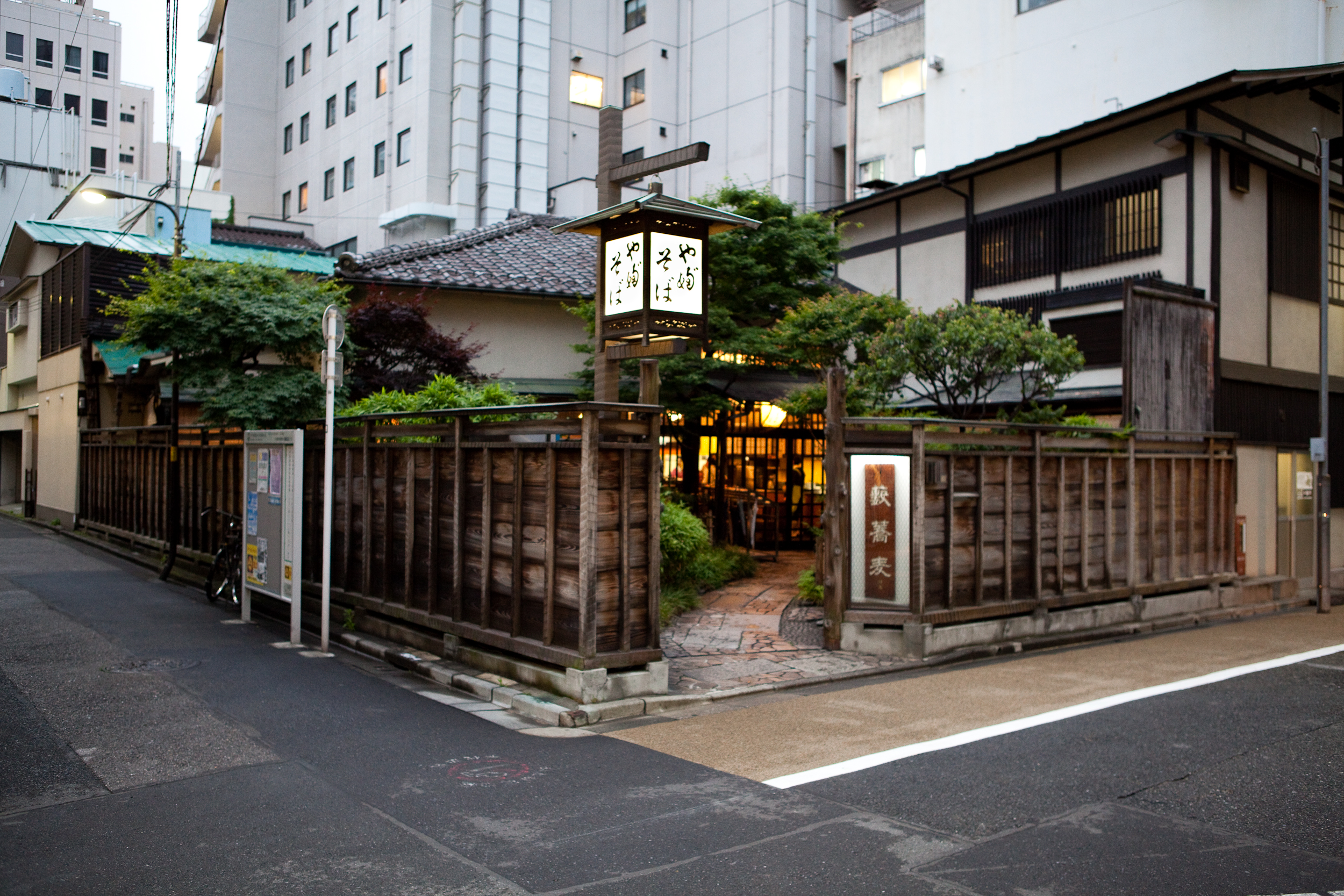
外観（2009年撮影）
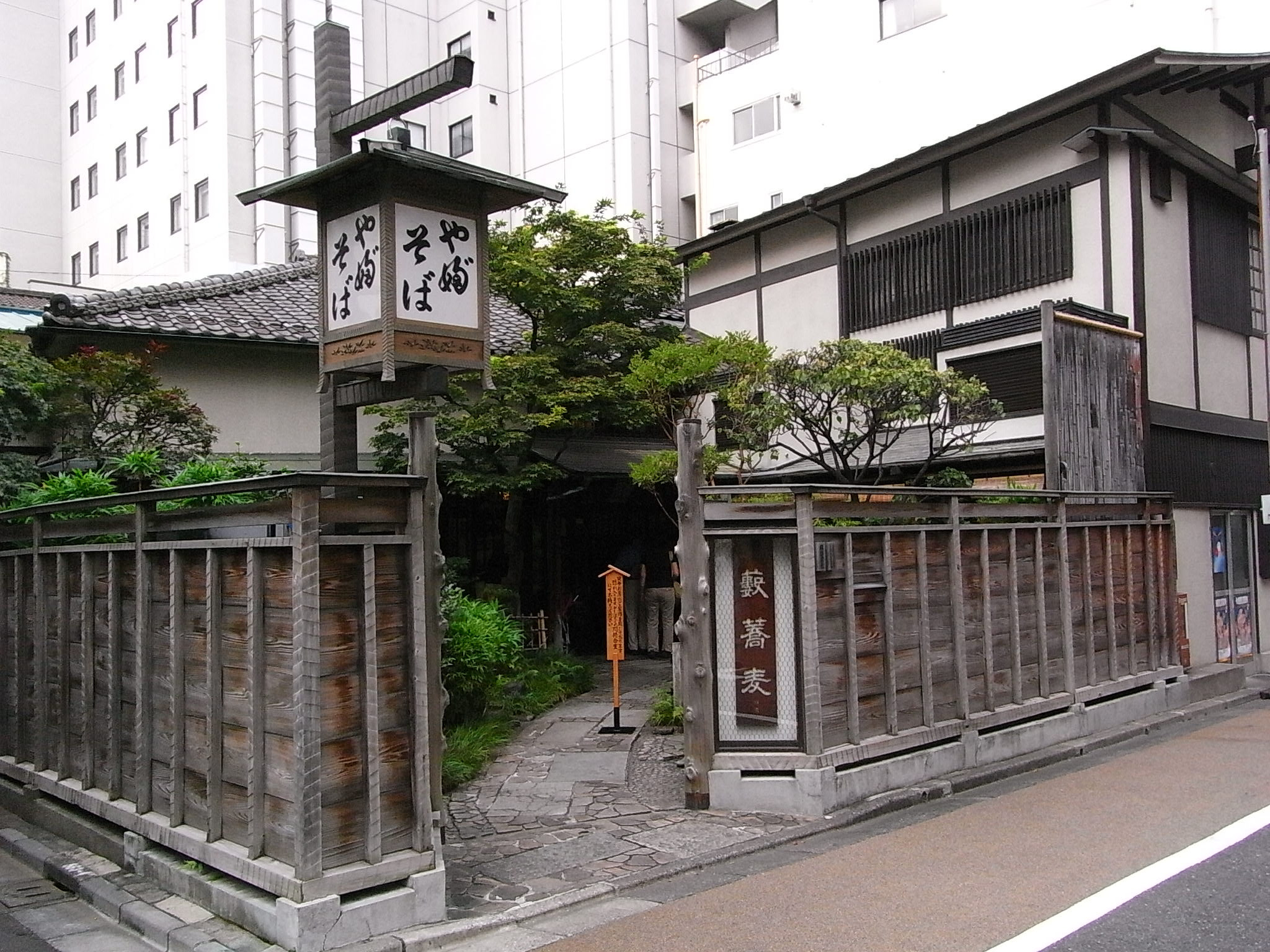
外観（2009年9月27日撮影）
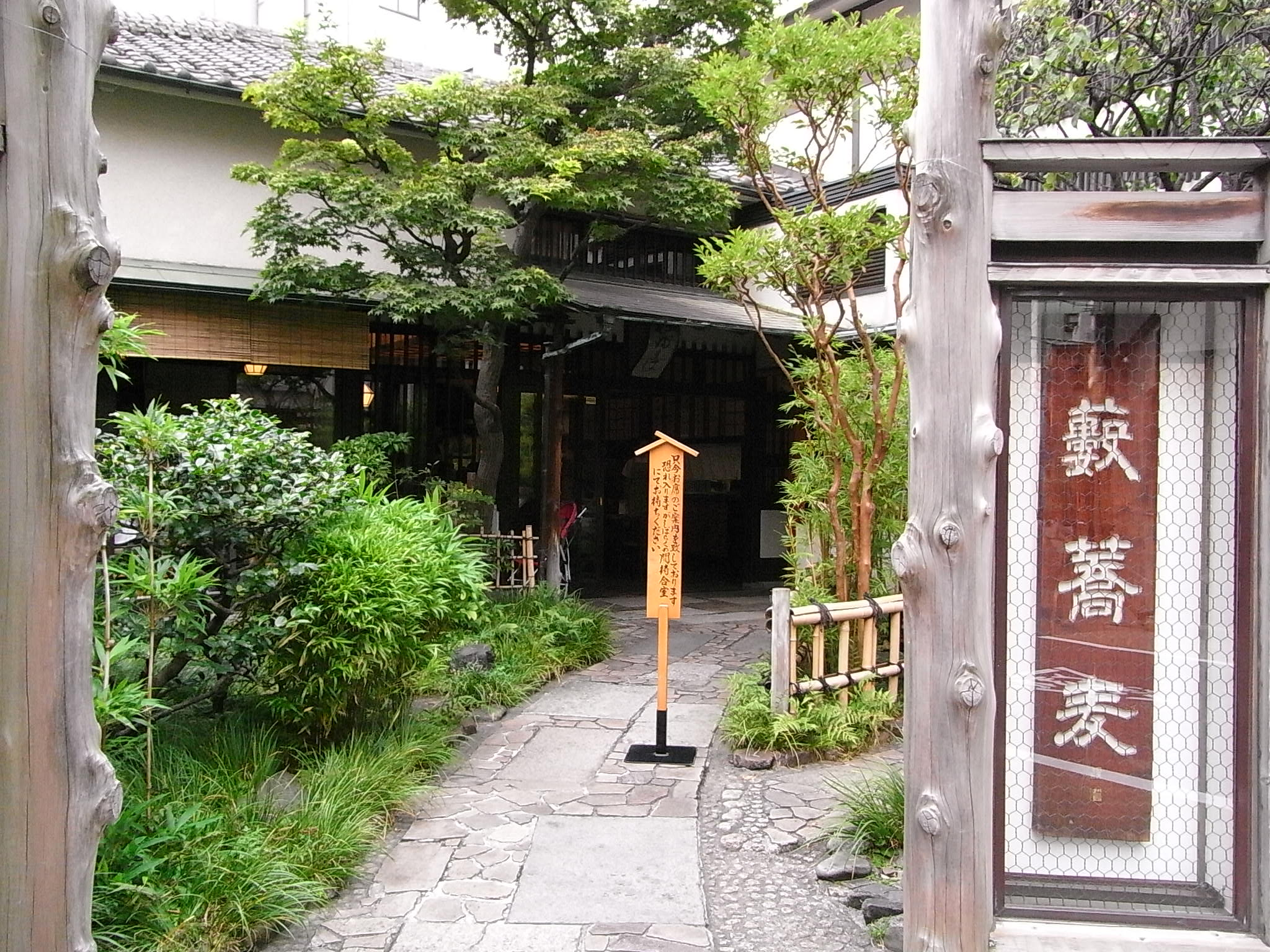
入口（2009年9月27日撮影）
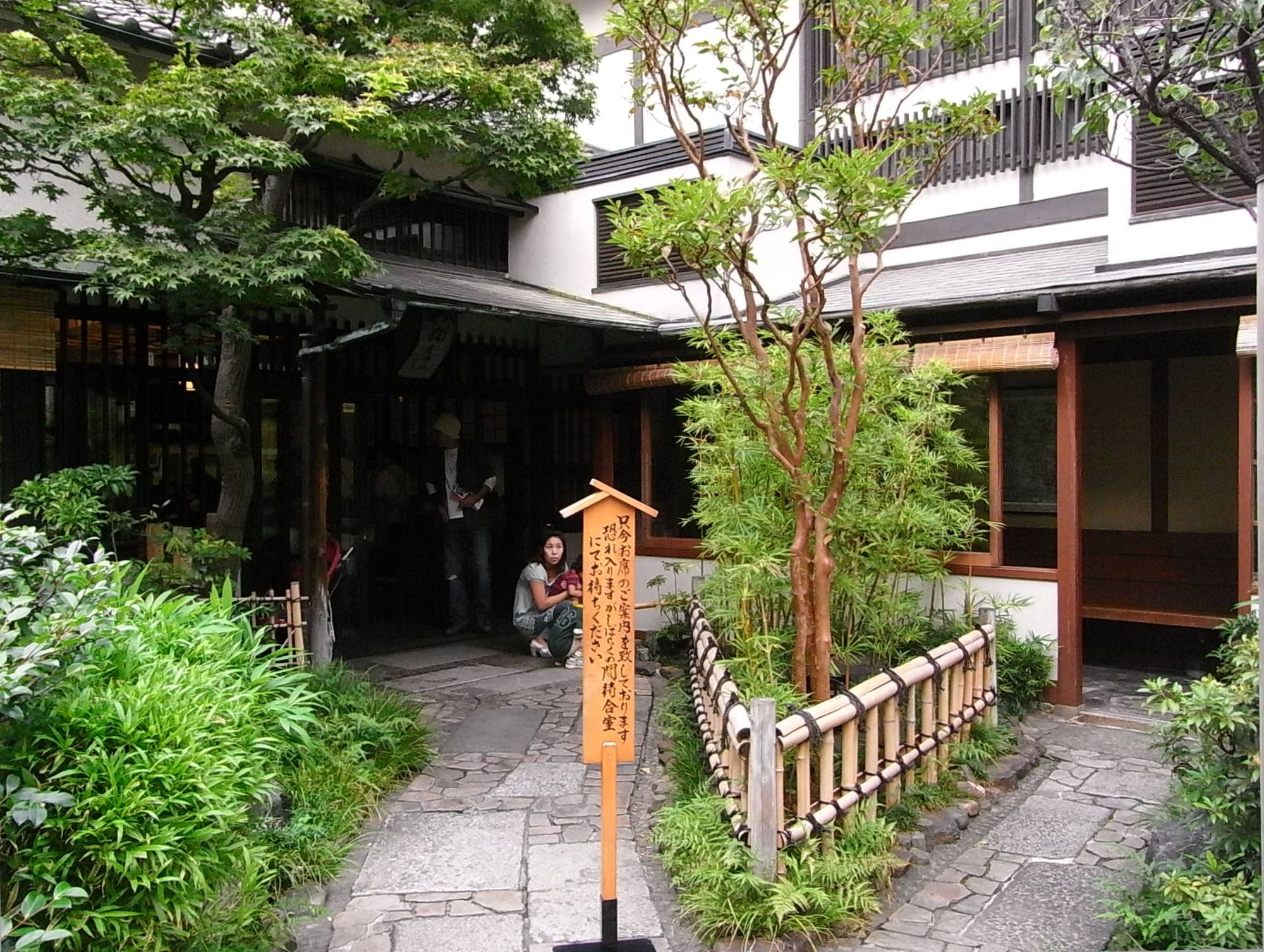
舗前庭（2009年9月27日撮影）
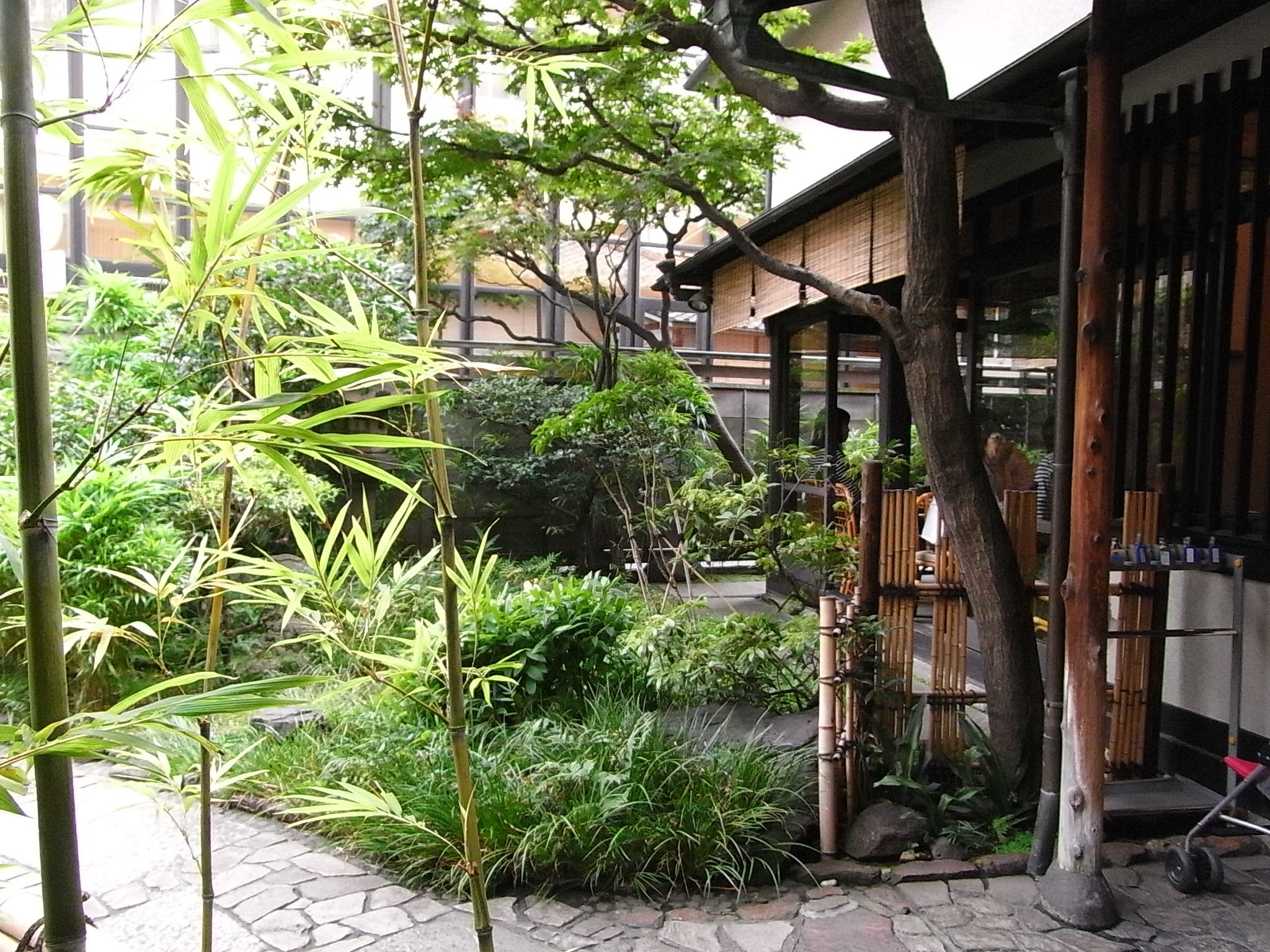
前庭（2009年9月27日撮影）
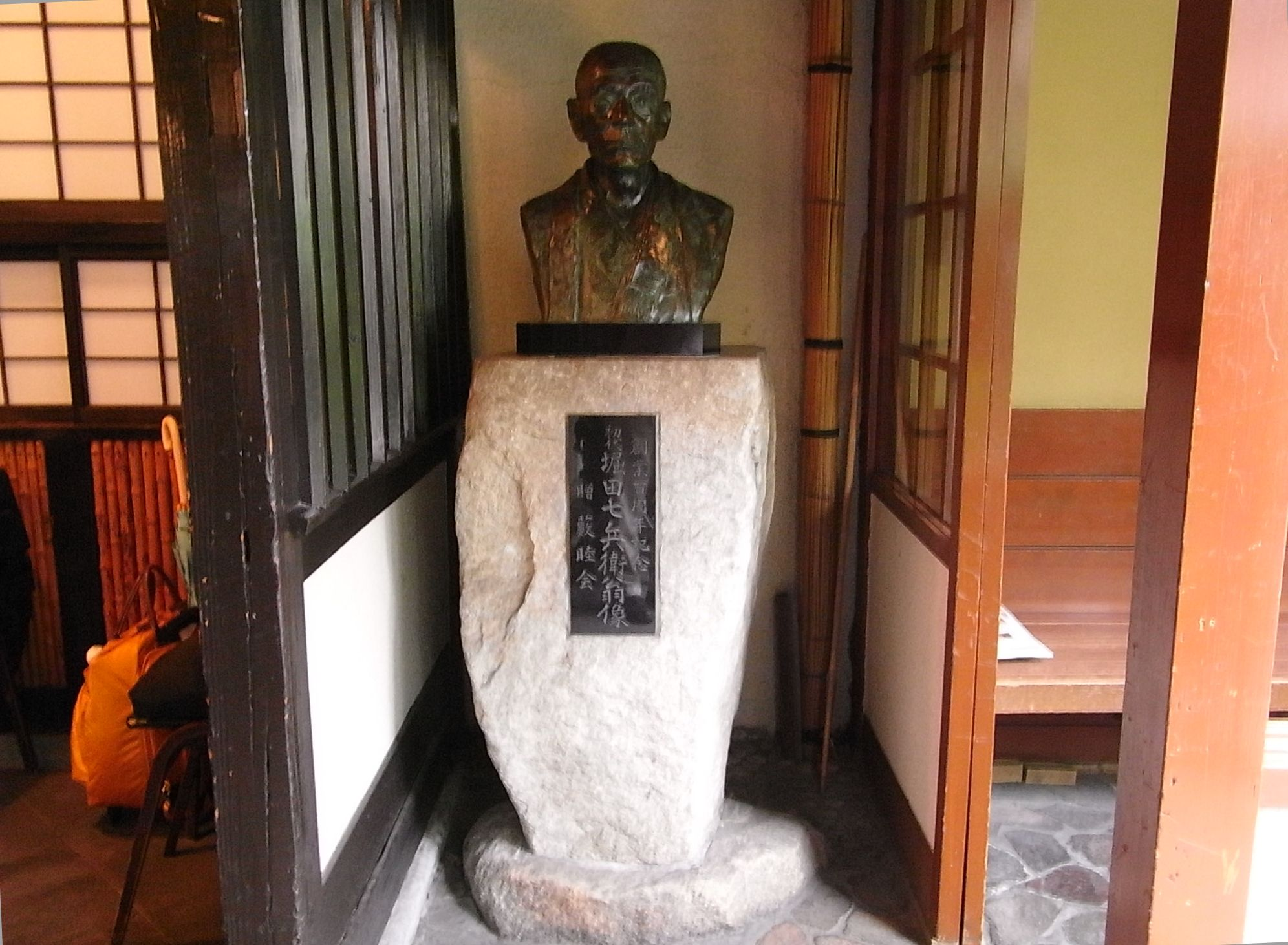
店内の初代堀田七兵衛翁像（2009年9月27日撮影）

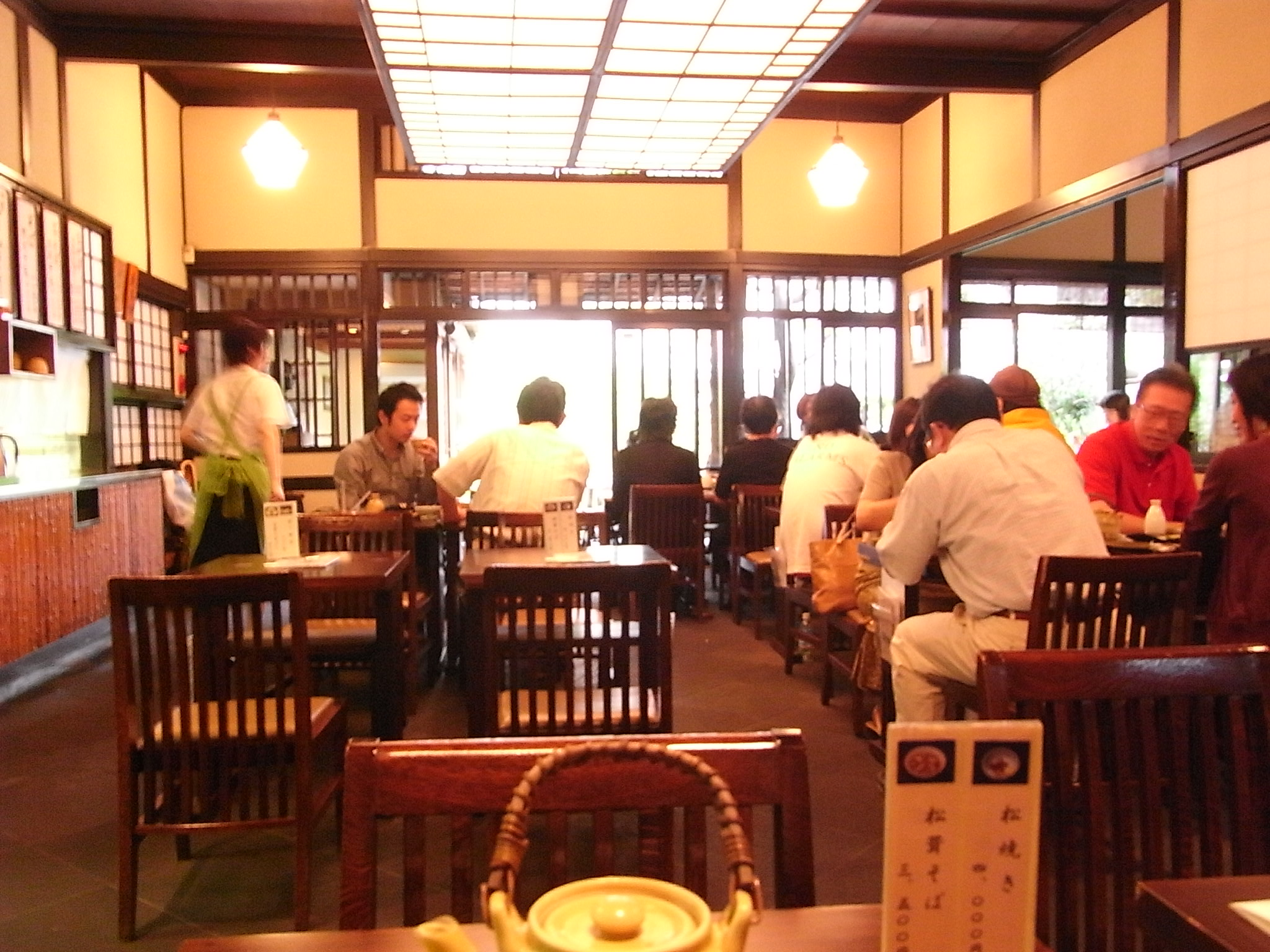
店内（2009年9月27日撮影）
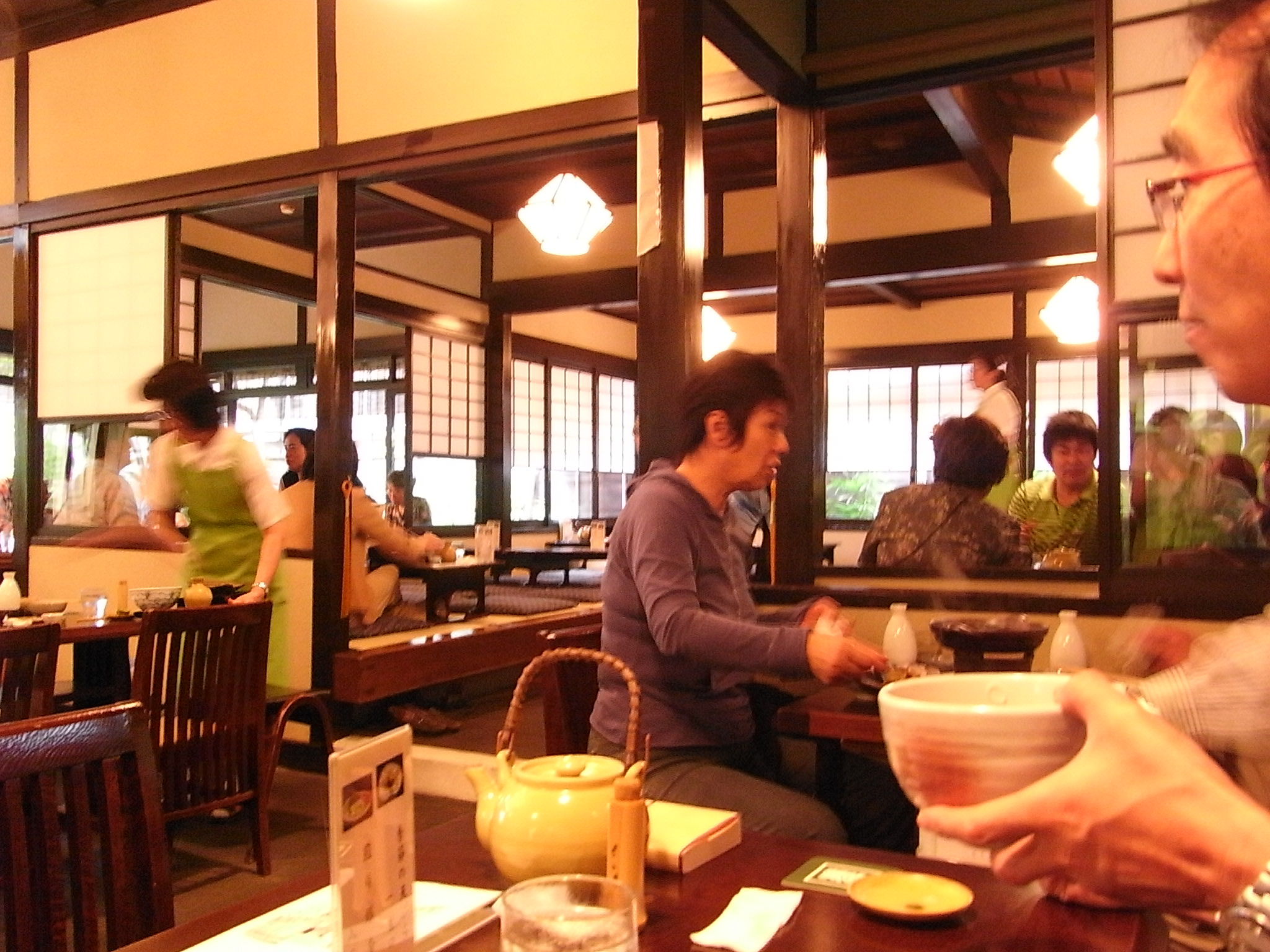
店内（2009年9月27日撮影）
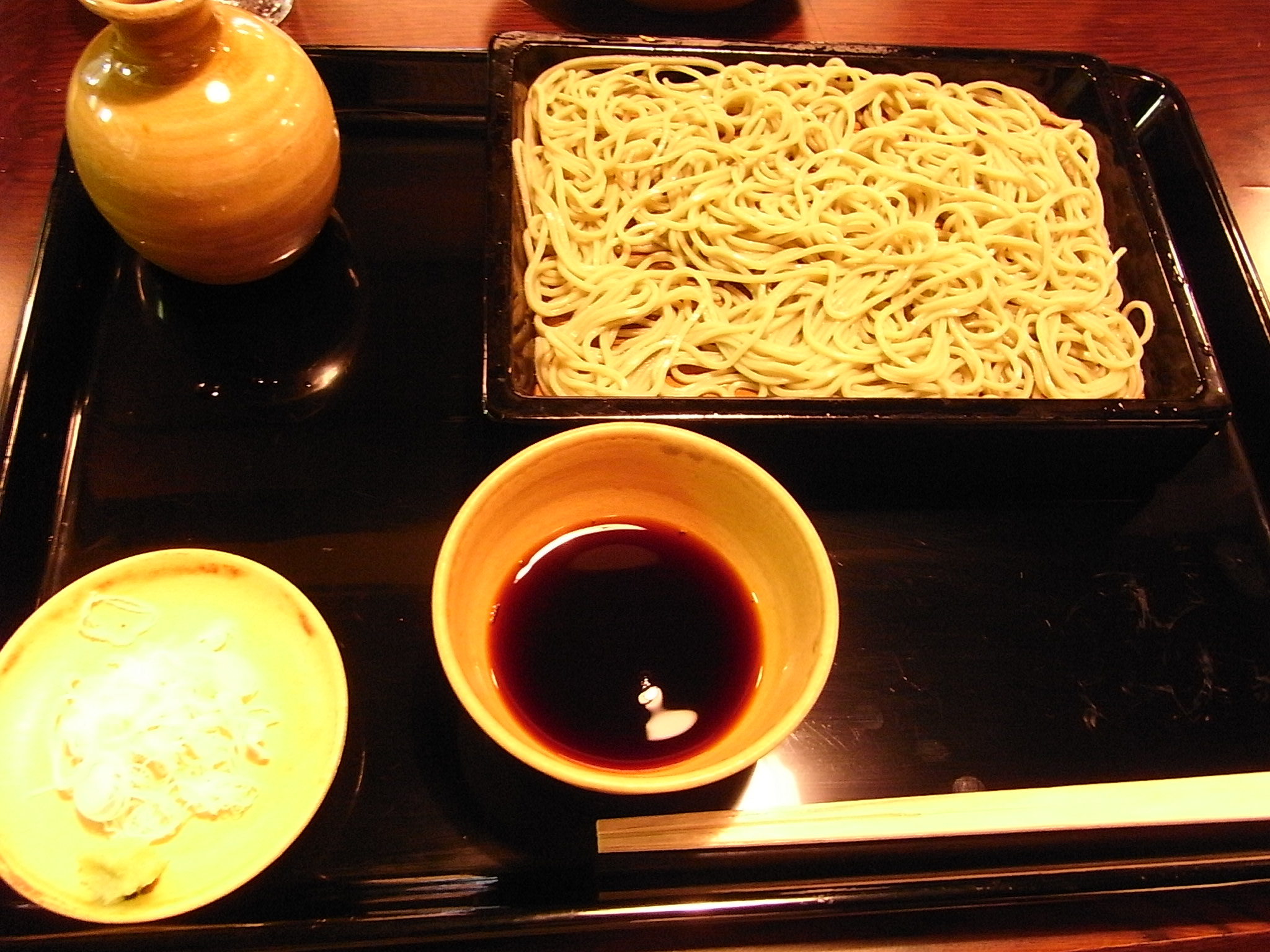
「せいろうそば」（2009年9月27日撮影）